# Irina Apeksimova
Irina Victorovna Apeksimova (en ruso: Ири́на Ви́кторовна Апекси́мова, 13 de enero de 1966 en Volgogrado) es una actriz y directora de teatro rusa.

## Biografía
Apeksimova es hija de los músicos clásicos Víctor Nikolaevich Apeksimov y Svetlana Yakivna Apeksimova. En el seno de un hogar musical, su hermano mayor Valery se convirtió más tarde en compositor de jazz y pianista e hizo carrera en los Estados Unidos.
Debido a que sus padres trabajaban en el teatro y en la música (su padre enseñó en una escuela de música y más tarde enseñó piano en un conservatorio, y su madre fue directora de coro en el Teatro de Comedia Musical Municipal y directora de coro en un conservatorio), Apeksimova siempre estuvo rodeada de talento y creatividad. A menudo se quedaba entre bastidores en el teatro musical, acompañada de otros niños.
Los padres de Apeksimova se divorciaron cuando ella estaba en el octavo grado, y se mudó con su madre a Odesa, donde estudió actuación. Después de la escuela secundaria, se trasladó a la capital Moscú para ingresar en la reputada Escuela de Teatro Artístico de Moscú, pero no tuvo éxito. De vuelta en Odesa, se unió al Teatro de la Ópera y bailó durante un año en la compañía de ballet. Luego se postuló nuevamente a la Escuela de Teatro Artístico de Moscú, pero igualmente fue rechazada. Después de este contratiempo, Irina regresó a Volgogrado y se unió al Teatro de Comedia Musical, en la compañía de ballet.
Después de vivir en Volgogrado durante un año, Apeksimova había perdido gran parte de su acento de Odesa, y se presentó por tercera vez a la Escuela de Teatro Artístico de Moscú. Fue aceptada y admitida en 1986 en la clase de Oleg Tabakov. En la escuela se hizo amiga de su compañero de estudios Valery Nikolaev, y más tarde se casó con él. Su clase, que también incluía a Vladimir Mashkov y Yevgeny Mironov, fue considerada especialmente brillante.
Apeksimova se graduó en 1990 y se unió al estudio del Teatro Artístico de Moscú, donde permaneció hasta el año 2000. En 1994 ganó el premio a la mejor actriz en el Festival de Cine de París por su papel en la película October (Октябрь).
Adicionalmente a su participación en una gran cantidad de películas rusas, Apeksimova actuó en la película de Hollywood de 1997 The Saint, protagonizada por Val Kilmer. En 2009 apareció en la película The Book of Masters, primera película rusa producida por The Walt Disney Company.
La actriz está divorciada y tiene una hija, Dasha.

## Créditos

### Papeles en teatro
- Skylark (Жаворонок). Director: Oleg Tabakov. Rol: Agnes.
- Crazy Jourdain (Полоумный Журден). Director: Oleg Tabakov. Rol: Dorimena
- Zatovarennaya's Barrels (Затоваренная бочкотара). Director: Eugene Kamenkovich.
- Armchair (Кресло).
- The Taming of the Shrew. Director: Brian Cox. Rol: Katherina.
- Richard III. Director: Brian Cox. Rol: Lady M.
- Uncle Vanya (Дядя Ваня). Director: Oleg Efremov. Rol: Helena.
- Boris Godunov (Борис Годунов). Director: Oleg Efremov. Rol: Marina Mniszech.
- Woe from Wit (Горе от ума). Director: Oleg Efremov. Rol: Sofia.
- Hoffman (Гоффман). Director: Nikolai Skorik. Rol: Julia.
- Masquerade (Маскарад). Director: Roman Kozak. Rol: Baroness Shtral.
- Beautiful Life (Красивая жизнь). Director: Lanskoy.
- Tragedians and Comedians (Трагики и комедианты). Director: Nikolai Skorik. Rol: Lisa.
- The Milk Train Doesn't Stop Here Anymore. Director: Dolgachev. Rol: Blackie.
- Little Tragedies (Маленькие трагедии). Director: Roman Kozak. Rol: Laura.
- Thunderstorm (Гроза). Director: Dmitri Brusnikin. Rol: mujer loca.
- A Midsummer Night's Dream. Director: N. Sheiko. Rol: Titania.
- Ondine (Ундина). Director: Nikolai Skorik. Rol: Condesa Bertha
- Archaeology (Археология). Director: Kochetkov.
- Dancing to the Sound of Rain (Танцы под шум дождя). Director: Nikolai Skorik. Rol: musa.
- Unexpected Joy (Нечаянная радость). Director: Kolesnikov.
- Pearl Zinaida (Перламутровая Зинаида). Director: Oleg Efremov. Rol: a foreigner.
- Blessed Island (Блаженный остров). Director: N. Sheiko.
- The Most Important Thing (Самое главное). Director: Roman Kozak.
- Seylemskie Witch (Сейлемские колдуньи). Director: Brian Cox.

### Papeles destacados en cine y televisión
- 1992 - Melochi zhizni (serie de televisión)
- 1993 - Octubre
- 1995 - What a Mess!
- 1997 - The Saint
- 2000 - Empire under Attack
- 2003 - Red Serpent
- 2005 - Yesenin (serie de televisión)
- 2009 - The Book of Masters